# Ráječko
Ráječko (en allemand : Rajetschko) est une commune du district de Blansko, dans la région de Moravie-du-Sud, en République tchèque. Sa population s'élevait à 1 353 habitants en 2020.

## Géographie
Ráječko est arrosée par la Svitava et se trouve à 2 km au sud du centre de Rájec-Jestřebí, à 4 km au nord du centre de Blansko, à 23 km au nord de Brno et à 176 km au sud-est de Prague.
La commune est limitée par Rájec-Jestřebí au nord, par Petrovice et Vavřinec à l'est, par Blansko au sud et au sud-ouest, et par Spešov au nord-ouest.

## Histoire
La première mention écrite de la localité date de 1554.